# Église Sainte-Marguerite d'Hangest-sur-Somme
L'église Sainte-Marguerite d'Hangest-sur-Somme est une église catholique située à Hangest-sur-Somme, dans le département de la Somme, en France.

## Historique
La construction de l'église d'Hangest-sur-Somme remonte pour partie à l'époque romane, elle a été remaniée par la suite. Façade et clocher sont protégés au titre des monuments historiques : classement par arrêté du 16 septembre 1907.

## Caractéristiques
L'église est une église-halle, construite en pierre. Elle est couverte par deux toits pareils, le toit méridional comprend la nef central (avec une voûte en berceau brisé du bois) et le bas-côté sud. Le chœur de la nef centrale se termine par une abside polygonale. La tour-clocher a peut-être gardé des éléments d'architecture romane. Le porche voisin est au coin du flamboyant à la Renaissance.

### Mobilier
L'église conserve un maître-autel et un lutrin monumental ; le chœur est orné de boiseries provenant de l'abbaye du Gard ; les fonts baptismaux sont ornés de mufles et de lions qui reposent sur des dauphins. Le Christ en croix, en bois polychrome est classé monument historique à titre objet depuis 1944 ; sa réalisation est attribuée à Jean-Baptiste Carpentier.

### Orgues
Les orgues ont été construites au début du XIXe siècle et sont possiblement l’œuvre du facteur Alizan. Leur esthétique est classique comme l'orgue d'Ailly-le-Haut-Clocher. La façade du buffet est constituée d'une série de 16 chanoines en zinc placée au centre. La tuyauterie est en étain et en plomb, en bois de chêne et sapin

## Le clocher, refuge de chauves-souris
Le clocher héberge une cinquantaine de sérotines communes. La commune est labellisée le 8 septembre 2018 pour la protection de cette espèce en voie de raréfaction.

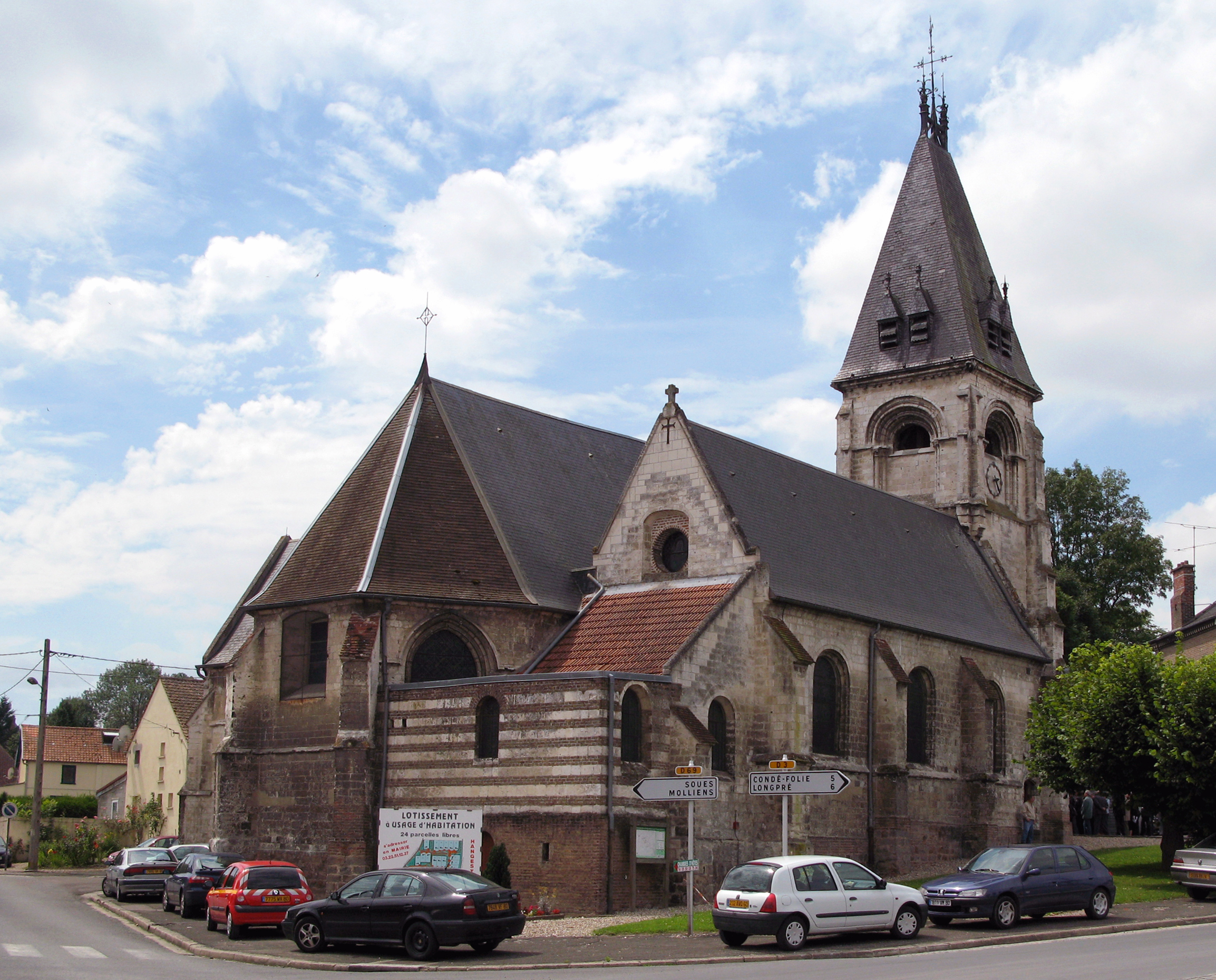
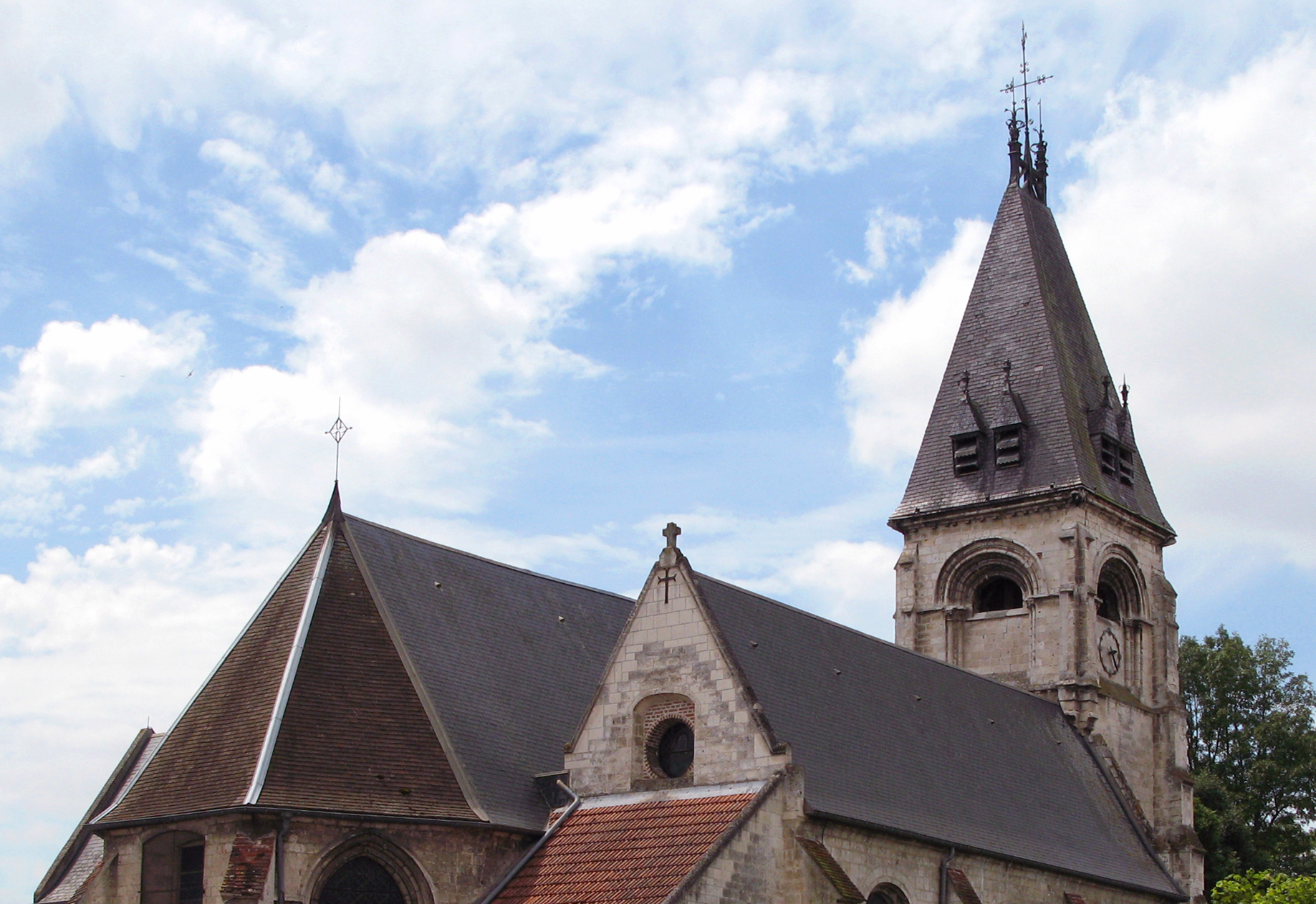
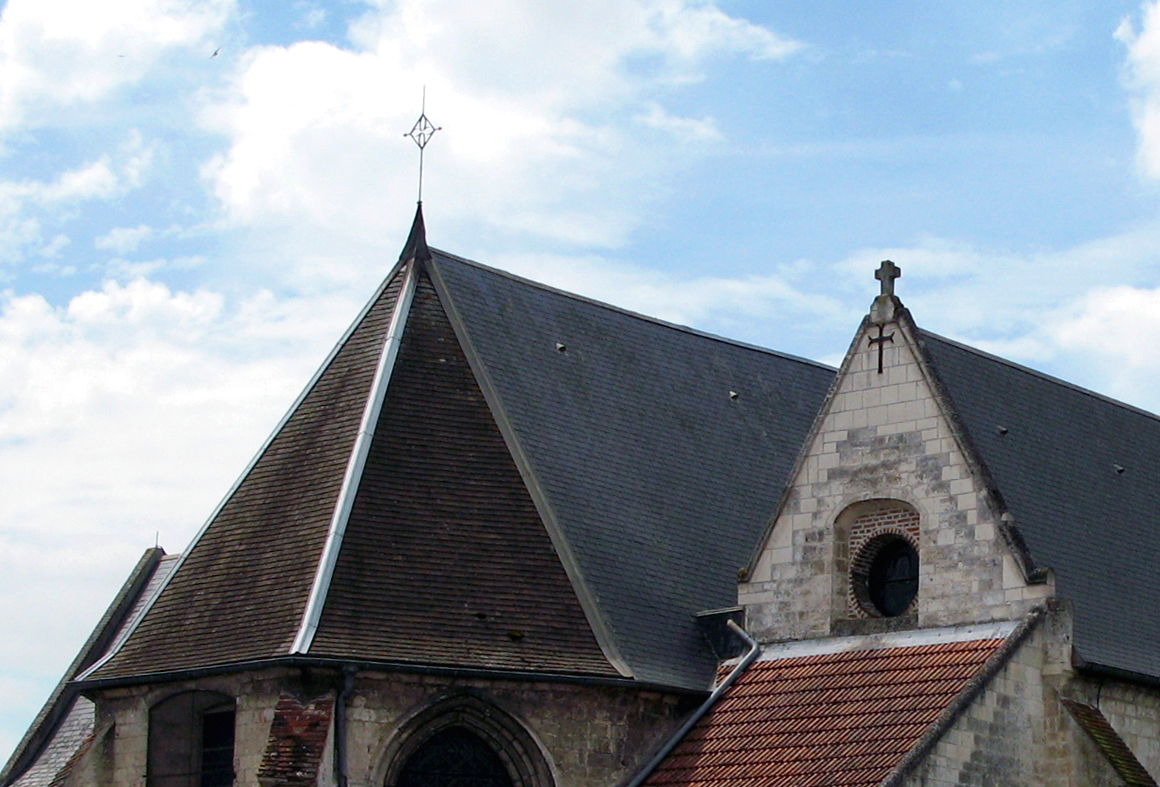